# Lijst van personages uit de Smurfenalbums
In deze lijst staan alle Smurfen en de belangrijkste nevenpersonages vermeld die voorkomen in de Smurfenalbums, hetzij uit de hoofdreeks, hetzij uit een van de andere reeksen, vakantiealbums of losse albums.
Namen die cursief staan, worden niet officieel gebruikt en zijn in de meeste gevallen vertaald uit het Frans. Indien anders staat dat vermeld bij de beschrijving.

## Smurfen
De volgende Smurfen komen voor in een of ander stripalbum van de Smurfen.
| Naam                       | Alternatieve namen                                             | Beschrijving |
| -------------------------- | -------------------------------------------------------------- | --- |
| Grote Smurf                |                                                                | De wijze leider van de Smurfen, rode muts en broek, witte baard, 542 jaar oud.                                               |
| Brilsmurf                  | Brille(n)smurf, Zaniksmurf, Preeksmurf                         | Voelt zich de slimste Smurf en spelt iedereen de les.                                                                        |
| Lolsmurf                   | Grappensmurf, Grappenmakende Smurf                             | Haalt fratsen uit, vooral met ontploffende cadeautjes.                                                                       |
| Vliegsmurf                 | Vliegende Smurf, Pilootsmurf                                   | Zijn grote droom is vliegen. Door middel van een vliegtuig wordt zijn droom werkelijkheid.                                   |
| Smurführer                 |                                                                | Was even de dictator toen Grote Smurf weg was.                                                                               |
| Moppersmurf                | Knorrige Smurf, Zaniksmurf                                     | Houdt van bijna niets, haat zelfs het een en ander grondig.                                                                  |
| Potige Smurf               | Sportsmurf                                                     | Pakt graag uit met zijn kracht. Sporten is zijn leven. Opvliegend van aard.                                                  |
| Muzieksmurf                |                                                                | Denkt als enige dat hij een muzikaal wonder is, maar speelt eigenlijk enorm vals. Speelt vooral trompet.                     |
| Smurffatje                 | IJdele Smurf, Hippe Smurf                                      | Hij bewondert zich constant in de spiegel en zoekt altijd een manier om nog mooier te worden.                                |
| Luilaksmurf                | Luie Smurf                                                     | Hij denkt vooral aan zijn volgende dutje en valt overal in slaap.                                                            |
| Smulsmurf                  |                                                                | Eten is wat hij het liefste doet, liefst zo veel mogelijk.                                                                   |
| Smurfin                    |                                                                | Iedereen is smoorverliefd op deze creatie van Gargamel. Haar stevig karakter wordt echter niet altijd gewaardeerd.           |
| Kleermakersmurf            | Fatjessmurf, Stiksmurf                                         | Voorziet het dorp van kleren. Smurffatje en Smurfin zijn zijn belangrijkste klanten.                                         |
| Gapsmurf                   |                                                                | Stelen zit hem in het bloed.                                                                                                 |
| Dichtsmurf                 | Dichtersmurf                                                   | Weet als geen ander met woorden te spelen, vaak ook als het niet moet.                                                       |
| Knutselsmurf               |                                                                | Een ware uitvinder, maar zijn uitvindingen zetten het dorp soms op stelten.                                                  |
| Domme Smurf                | Stomme Smurf, Oerdomsmurf, Niet-Snuggersmurf, Domoorsmurf      | Kan geen twee voorwerpen uit elkaar houden. Sommigen steken graag de draak met hem.                                          |
| Honderdste Smurf           |                                                                | Het tot leven gekomen spiegelbeeld van IJdele Smurf.                                                                         |
| Andere Smurf Dan De Andere |                                                                | Dacht even dat op reis gaan zijn leven zou verbeteren, maar kwam gauw tot inkeer.                                            |
| Ruimtesmurf                |                                                                | De ruimte fascineert hem, maar er geraken lukt hem niet.                                                                     |
| Sprookjessmurf             |                                                                | Wordt enkel bij naam genoemd.                                                                                                |
| Leerlingsmurf              |                                                                | Wil kunnen experimenteren zoals Grote Smurf.                                                                                 |
| Dierensmurf                |                                                                | Hij heeft een groot hart voor dieren.                                                                                        |
| Boere(n)smurf              |                                                                | Tuiniert en kweekt groenten, liefst puur natuur.                                                                             |
| Beeldhouwsmurf             |                                                                | Maakt kunstwerken uit steen.                                                                                                 |
| Koukleumsmurf              | Kleumsmurf, Bibbersmurf                                        | Heeft altijd koud en is bij het minste windje verkouden.                                                                     |
| Koksmurf                   | Smulsmurf, Suikersmurf, Banketbakkersmurf, Baksmurf, Kooksmurf | Voorziet het hele dorp van taart en maaltijden en moet daarom oppassen voor Smulsmurf.                                       |
| Rare Smurf                 |                                                                | Eenmalig optreden verkleed als Robbedoes.                                                                                    |
| Schrielsmurf               |                                                                | Een zwakke Smurf met een groot gebrek aan zelfvertrouwen, maar tot meer in staat dan hij denkt.                              |
| Verliefde Smurf            |                                                                | Hopeloos verliefd op de Smurfin waardoor hij soms helemaal de kluts kwijt is.                                                |
| Eigenwaansmurf             |                                                                | Eenmalig optreden, droomt ervan de beste te zijn en zo geroemd te worden door de anderen.                                    |
| Supersmurf                 |                                                                | De Smurfversie van Superman, trad alleen op in een droom.                                                                    |
| Kunstsmurf                 |                                                                | Houdt ervan om zijn huis te versieren met schilderijtjes.                                                                    |
| Verpleegsmurf              |                                                                | Verpleegt gewonde Smurfen.                                                                                                   |
| Driftige Smurf             |                                                                | Kleutersmurf die snel kwaad wordt.                                                                                           |
| Rustige Smurf              |                                                                | Kleutersmurf die zich om niets zorgen lijkt te maken.                                                                        |
| Natuursmurf                |                                                                | Kleutersmurf die erg met de natuur bezig is.                                                                                 |
| Sassette                   |                                                                | Kleutersmurf, ros meisje gemaakt door de andere kleuters.                                                                    |
| Babysmurf                  |                                                                | Baby die werd gedropt bij blauwe maan. Zijn opvoeding vraagt veel werk.                                                      |
| Klungelsmurf               | Stuntelsmurf, Onhandige Smurf                                  | Is nogal onhandig, maar bedoelt het allemaal goed.                                                                           |
| Mijnsmurf                  | Mijnwerkersmurf                                                | Zoekt naar nuttige stenen in grotten en onder de grond.                                                                      |
| Schildersmurf              |                                                                | Schildert alles wat maar in hem opkomt, verzint soms nieuwe kunststijlen.                                                    |
| Verlegen Smurf             |                                                                | Durft nauwelijks zijn mond opendoen.                                                                                         |
| Geldsmurf                  |                                                                | Vond Smurfengeld uit, maar dat leek geen goed idee.                                                                          |
| Bakkersmurf                | Baksmurf                                                       | Maakt het brood voor de Smurfen.                                                                                             |
| Metselsmurf                |                                                                | De metselaar van het dorp.                                                                                                   |
| Stomerijsmurf              |                                                                | Wordt enkel bij naam vernoemd.                                                                                               |
| Herdersmurf                |                                                                | Wordt enkel bij naam vernoemd.                                                                                               |
| Tamboersmurf               | Trommelsmurf                                                   | Doet aankondigingen voor andere Smurfen. Zijn trommel gebruikt hij om de aandacht te krijgen.                                |
| Timmersmurf                |                                                                | Planken zijn zijn specialiteit.                                                                                              |
| Zieke Smurf                |                                                                | Beeldt zich constant in dat hij iets heeft, maar dat zit tussen zijn oren.                                                   |
| Doktersmurf                | Dokter Smurf                                                   | Waant zich een echte dokter, maar is in feite een kwakzalver.                                                                |
| Wilde Smurf                |                                                                | Hij was bedoeld als baby voor de Smurfen, maar kwam in het bos terecht en werd er opgevoed door eekhoorns.                   |
| Molenaarsmurf              |                                                                | In zijn molen maalt hij graan.                                                                                               |
| Reportersmurf              | Journalistsmurf                                                | Publiceerde een krant om Smurfen in te lichten, maar ging de roddeltoer op.                                                  |
| Vissersmurf                | Hengelsmurf                                                    | Doet vooral aan hengelsport.                                                                                                 |
| Houthakkersmurf            | Houthaksmurf, Hakkersmurf                                      | Leeft wat teruggetrokken in het bos om er zorgvuldig bomen te hakken.                                                        |
| Weersmurf                  |                                                                | Probeert het weer te voorspellen.                                                                                            |
| Geluksmurf                 |                                                                | Het geluk staat aan zijn kant.                                                                                               |
| Pottenbakkersmurf          |                                                                | Het bakken van potten lukt hem aardig, brood bakken minder.                                                                  |
| Verstrooide Smurf          |                                                                | Hij loopt met zijn hoofd in de wolken en vergeet zo al eens wat.                                                             |
| Overgrootvader Smurf       |                                                                | Een heel oude Smurf in gele kledij en met een lange baard en bril. Heel wijs.                                                |
| Bange Smurf                | Angstsmurf, Panieksmurf                                        | Hij heeft het meeste schrik van alle Smurfen.                                                                                |
| Verrassingssmurf           |                                                                | Wordt enkel bij naam genoemd.                                                                                                |
| Weetgraagsmurf             |                                                                | Is erg benieuwd. |
| Sombere Smurf              |                                                                | Hij ziet overal wel wat gevaar in.                                                                                           |
| Brandweersmurf             |                                                                | Hij staat in voor de brandveiligheid bij de Smurfen en blust kleine brandjes.                                                |
| Kikvorssmurf               |                                                                | Gekleed als kikvors duikt hij het water in.                                                                                  |
| Goochelsmurf               | Toversmurf                                                     | Is bedreven in illusionisme.                                                                                                 |
| Fuifsmurf                  |                                                                | Houdt van feestjes en ziet overal een reden in om er te organiseren.                                                         |
| Onderwatersmurf            |                                                                | Wou met een onderzeeër onder water.                                                                                          |
| Archeologische Smurf       | Archeoloogsmurf, Graafsmurf, Paleontosmurf                     | Zoekt naar restanten van oudere tijden.                                                                                      |
| Zeilsmurf                  | Schippersmurf                                                  | Heeft een zeilboot. |
| Smurfmatroos               | Zeesmurf                                                       | Droomt ervan om op zee te varen en gaat ook effectief de zee op.                                                             |
| Groezelsmurf               |                                                                | Hij stinkt, maar beschouwt dat als een goede geur. Water en zeep zijn zeker geen vrienden.                                   |
| Slordige Smurf             |                                                                | Zijn huis en vuile was blijven er soms een hele tijd slordig bij liggen.                                                     |
| Herrieschoppersmurf        |                                                                | De pestkop op school. |
| Schoenmakersmurf           |                                                                | Lederwaren zijn zijn specialiteit, zoals halsbandjes maken.                                                                  |
| Fotosmurf                  |                                                                | Heeft een fototoestel en legt mee de basis voor de ontwikkeling van de film bij de Smurfen.                                  |
| Postsmurf                  |                                                                | Bezorgt post aan de Smurfen en aan de Smulfen, een soort Smurfen met groene kleren.                                          |
| Smidsmurf                  |                                                                | Bewerkt metalen. |
| Valsspeelsmurf             |                                                                | Probeert te winnen door vals te spelen.                                                                                      |
| Liegsmurf                  |                                                                | Wordt ten dele onterecht beschuldigd van leugens verspreiden.                                                                |
| Schaatssmurf               |                                                                | Als het goed vriest, laat hij met veel poeha zijn schaatskunsten zien.                                                       |
| Huisbaassmurf              |                                                                | Is erg gesteld op zijn huis en tolereert er geen ongewenst bezoek.                                                           |
| Reissmurf                  |                                                                | Wil de wereld graag leren kennen, maar heeft last van zeeziekte.                                                             |
| Kruideniersmurf            |                                                                | Verkoopt levensmiddelen. |
| Spichtige Smurf            |                                                                | Wordt eenmalig vermeld. |
| Zwemsmurf                  |                                                                | Wordt eenmalig vermeld. |
| McSmurf                    |                                                                | Personage uit de film De Smurfen, treedt eenmalig op in de achtergrond in een gag.                                           |
| Lantaarnsmurf              |                                                                | Verantwoordelijke voor de lantaarns op feestjes                                                                              |
| Overgrootmoeder Smurf      |                                                                | Een oude, grijze Smurfin. |
| Schoorsteenvegersmurf      |                                                                | Een Smurf die schoorstenen veegt. Hij heeft geen specifieke naam, maar draagt duidelijk andere kleren dan de andere Smurfen. |
| Riddersmurf                |                                                                | Gekleed in harnas staat hij klaar om de Smurfin te helpen.                                                                   |
| Tandartssmurf              |                                                                | Staat in voor de tandzorg van de Smurfen.                                                                                    |
| Acteursmurf                |                                                                | Acteren is zijn beroep. |
| Djinnsmurf                 |                                                                | Leeft in een wonderlamp en kan wensen doen vervullen.                                                                        |
| Kappersmurf                |                                                                | Heeft niet veel werk aangezien hij enkel de baard van Grote Smurf moet verzorgen.                                            |
| Ontdekkersmurf             |                                                                | Trekt op ontdekkingsreizen.                                                                                                  |
| Equilibristsmurf           |                                                                | Erg bedreven in het fietsen op een eenwieler.                                                                                |
| Opscheppersmurf            |                                                                | Wil opvallen tussen de andere Smurfen.                                                                                       |
| Detectivesmurf             |                                                                | Probeert misdaden op te lossen.                                                                                              |
| Stottersmurf               |                                                                | Heeft grote moeite om uit zijn woorden te geraken                                                                            |
| Slotenmakersmurf           |                                                                | Maakt sloten en sleutels. |
| Ongelukssmurf              |                                                                | Heeft altijd pech. |
| Avonturensmurf             |                                                                | Een legendarische Smurf uit het epos Smurfenheld.                                                                            |
| Operatiesmurf              |                                                                | Goed bevriend met ooievaars, daarom aangesteld om een ooievaarstocht te organiseren                                          |

## Nevenpersonages
De tabel hieronder beschrijft een aantal personages uit de Smurfenalbums die daar een belangrijke rol in spelen.
| Naam           | Beschrijving |
| -------------- | --- |
| Gargamel       | Een gemene tovenaar die Smurfen wil gebruiken om er de steen der wijzen of een maaltijd van te maken.                                                            |
| Azraël         | De rosse kater van Gargamel. Hij heeft een eigen wil, maar is toch onafscheidelijk van zijn baas. Hij wacht totdat zijn baasje hem ook een lekker Smurfje geeft. |
| Bolle Gijs     | Een reus die alleen maar denkt aan eten. |
| Homnibus       | Een magiër die goed bevriend is met Grote Smurf. Ze spelen samen schaak en wisselen ideeën uit.                                                                  |
| Olivier        | De knecht van Homnibus. |
| Moeder Natuur  | Zij bepaalt de seizoenen. |
| Vader Tijd     | |
| Anemoon        | Een lieve, jonge fee. |
| Agatha         | Een gemene, kale heks die vliegt op een grote vogel. Haar grootste droom is mooi worden. Ze draagt een pruik.                                                    |
| Molenaar Frans | Een norse man die samen met zijn twee kinderen een molen heeft en brood bakt.                                                                                    |
| Robotsmurf     | Een uitvinding van Knutselsmurf. Hij lijkt op een Smurf, maar is in feite een robot. Uit zijn muts komt salsaparillasoep.                                        |
| Puppy          | Een bevriende hond die vooral Babysmurf gehoorzaamt. |